# Wereldkampioenschappen schaatsen afstanden 2020 - 500 meter vrouwen
De 500 meter vrouwen op de wereldkampioenschappen schaatsen afstanden 2020 werd gereden op vrijdag 14 februari 2020 in het ijsstadion Utah Olympic Oval in Salt Lake City, USA.
Wereldkampioene was Vanessa Herzog, die dit jaar vierde werd. Nao Kodaira veroverde deze editie de titel, in de vierde tijd ooit gereden. Hiermee zat ze vlak bij het wereldrecord van Lee Sang-hwa, dat op 36,36 staat.
Femke Kok reed een nieuw wereldrecord junioren, en was met haar debuut op een negende plaats een verrassing.

## Statistieken

### Uitslag
| #      | Naam              | Land | Tijd  |
| ------ | ----------------- | ---- | ----- |
| Goud   | Nao Kodaira       | JPN  | 36,69 |
| Zilver | Angelina Golikova | RUS  | 36,74 |
| Brons  | Olga Fatkoelina   | RUS  | 36,78 |
| 4      | Vanessa Herzog    | AUT  | 36,94 |
| 5      | Kimi Goetz        | USA  | 37,18 |
| 6      | Letitia de Jong   | NED  | 37,19 |
| 7      | Erin Jackson      | USA  | 37,28 |
| 8      | Jutta Leerdam     | NED  | 37,30 |
| 9      | Femke Kok         | NED  | 37.45 |
| 10     | Daria Katsjanova  | RUS  | 37,47 |
| 11     | Kim Hyun-yung     | KOR  | 37,53 |
| 12     | Arisa Go          | JPN  | 37,57 |
| 13     | Brittany Bowe     | USA  | 37,65 |
| 14     | Heather McLean    | CAN  | 37,69 |
| 15     | Maki Tsuji        | JPN  | 37,69 |
| 16     | Kaja Ziomek       | POL  | 37,79 |
| 17     | Tian Ruining      | CHN  | 37,85 |
| 18     | Kim Min-sun       | KOR  | 37,89 |
| 19     | Jin Jingzhu       | CHN  | 37,93 |
| 20     | Marsha Hudey      | CAN  | 38,03 |
| 21     | Andżelika Wójcik  | POL  | 38,42 |
| 22     | Anna Nifontova    | BLR  | 38,65 |
| 23     | Nikola Zdráhalová | CZE  | 38,75 |
| 24     | Kaylin Irvine     | CAN  | DNF   |

### Loting[3]
| Rit | Binnenbaan        | Buitenbaan        |
| --- | ----------------- | ----------------- |
| 1   | Tian Ruining      | Nikola Zdráhalová |
| 2   | Kim Hyun-yung     | Femke Kok         |
| 3   | Anna Nifontova    | Andżelika Wójcik  |
| 4   | Erin Jackson      | Letitia de Jong   |
| 5   | Heather McLean    | Jutta Leerdam     |
| 6   | Jin Jingzhu       | Kaja Ziomek       |
| 7   | Kimi Goetz        | Kaylin Irvine     |
| 8   | Maki Tsuji        | Kim Min-sun       |
| 9   | Marsha Hudey      | Arisa Go          |
| 10  | Brittany Bowe     | Nao Kodaira       |
| 11  | Vanessa Herzog    | Daria Katsjanova  |
| 12  | Angelina Golikova | Olga Fatkoelina   |

1996 · 
1997 · 
1998 · 
1999 · 
2000 · 
2001 · 
2003 · 
2004 · 
2005 · 
2007 · 
2008 · 
2009 · 
2011 · 
2012 · 
2013 · 
2015 · 
2016 · 
2017 · 
2019 · 
2020 · 
2021 · 
2023 · 
2024 · 
2025